# Dolphin (gerenciador de arquivos)

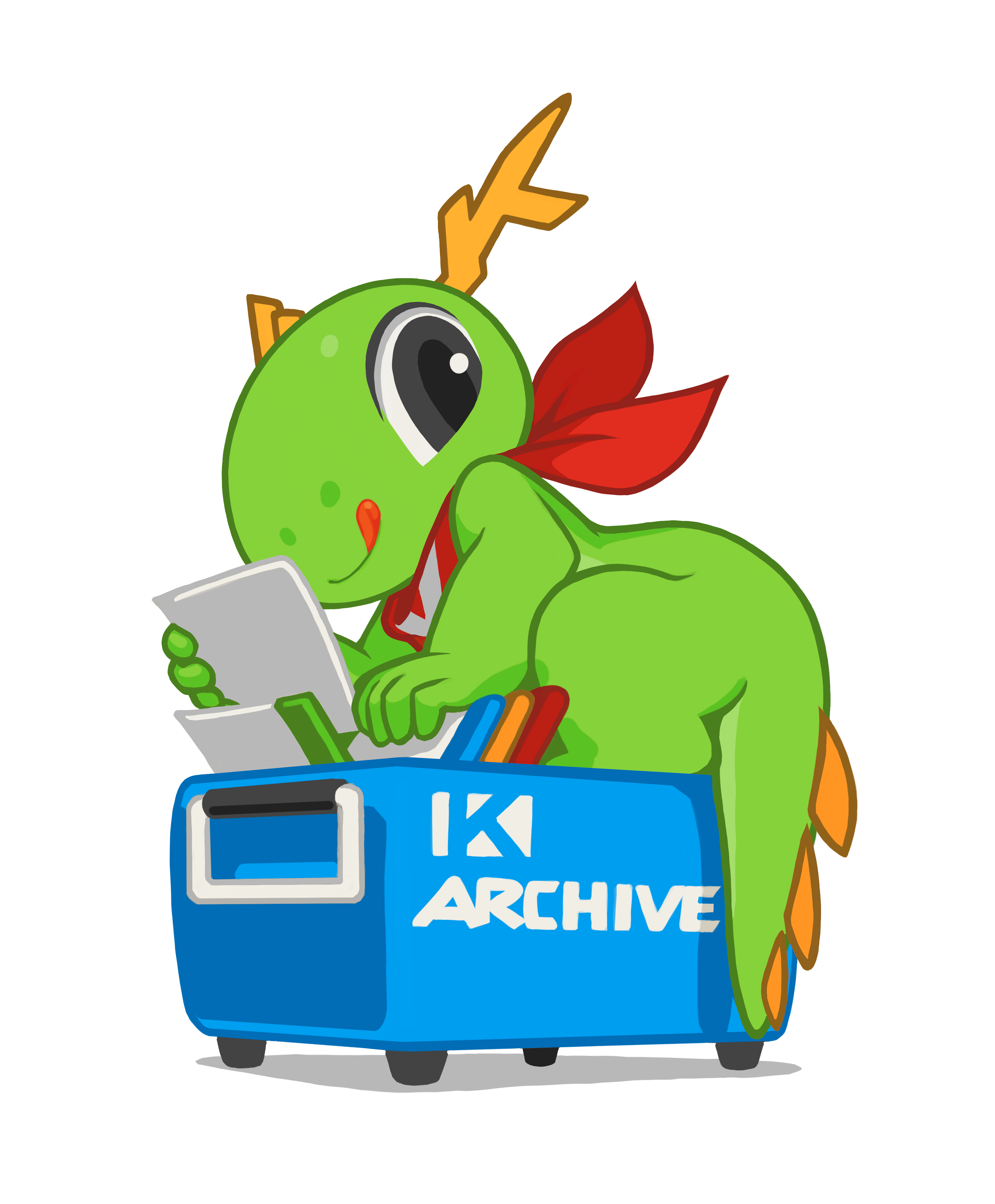
O mascote do KDE Konqi gerenciando arquivos.

Dolphin é um gerenciador de arquivos gratuito e de código aberto, incluído no pacote de aplicativos do KDE, que contém aplicativos usados principalmente com a área de trabalho KDE Plasma 5. O Dolphin tornou-se o gerenciador de arquivos padrão dos ambientes de desktop baseados no KDE na quarta iteração, denominada KDE Software Compilation 4. Ele também poderia ser opcionalmente instalado no K Desktop Environment 3. O Konqueror foi substituído como o gerenciador de arquivos padrão do KDE SC 4, mas ainda é o navegador web padrão e pode ser usado como um gerenciador de arquivos alternativo para usuários avançados.
Nas versões anteriores do K Desktop Environment, o Konqueror serviu como gerenciador de arquivos e navegador da Web padrão. No entanto, por muitos anos, os usuários criticaram o Konqueror por ser muito complexo para a navegação simples de arquivos. Como resposta, as duas funções foram divididas em dois aplicativos separados. No KDE SC 4, o Dolphin foi simplificado para navegar pelos arquivos, enquanto compartilhava o máximo de código possível com o Konqueror. O Konqueror continua a ser desenvolvido principalmente como um navegador da web.
Em 2014, começou um trabalho para portar o Dolphin para o KDE Frameworks 5. Este trabalho agora está concluído e uma versão baseada no Frameworks 5 foi lançada como parte do KDE Applications 15.08 em agosto de 2015.

## Dolphin e o K Desktop Environment 3
Como o desenvolvimento da versão do KDE SC 4 estava em andamento, a versão do Dolphin para o K Desktop Environment 3 foi descontinuada. No entanto, o programa continua a ser extra-oficialmente disponível para o K Desktop Environment 3 sob o nome ligeiramente modificado de “D3lphin”. D3lphin contém muitas correções de bugs e uma nova barra lateral, mas não é mais mantido.